# Fulcoald de Roergue
Fulcoald (Fugald o Fulguald) fou comte de Roergue, mort abans de 849.
En temps de Lluís el Pietós fou missus a les diòcesis de Nimes i Roergue, i en aquest darrer territori hi tenia extenses possessions patrimonials. Se'l suposa fill del comte Gibert o Gilabert I de Roergue documentat el 795.
No se sap quan fou nomenat però havia de ser comte abans del 837. Armand de Fluvià situa la seva mort vers el 849. Cal pensar que en aquest any era ja força gran i per això s'ha suposat que tenia associat al seu fill Frèdol a qui va enviar a Tolosa per defensar-la contra Carles el Calb quan aquest va atacar la ciutat el maig del 844 després de l'execució del comte Bernat de Septimània.
A la seva mort el 849 o abans, el va succeir Frèdol, comte de Tolosa, de Pallars i de Ribagorça.